# 37 Dywizja Strzelecka Wojsk Konwojujących NKWD
37 Dywizja Strzelecka Wojsk Konwojujących NKWD (ros. 37-я дивизия конвойных войск НКВД СССР) – jedna z dywizji piechoty wojsk NKWD z okresu II wojny światowej a także lat powojennych.

## Historia
Została sformowana w marcu 1942 w okolicach Wołodarska. Znajdowała się we Froncie Zachodnim i 1 Froncie Białoruskim. Rozwiązana w lipcu 1951.